# コパチカ
コパチカ（マケドニア語: Копачка, ラテン文字転写: Kopačka）は伝統的なマケドニア人の民俗舞踊の一つで、マケドニア共和国東部の山岳地帯のドラムチェ村、ピヤネッチ地域、デルチェヴォ（基礎自治体）に由来する。

## 概要
コパチカは伝統的に男性が踊る。地面を掘るような動作、踏み下ろすような動作、大きなジャンプ、横移動、シザーズ（両脚を前後に動かす）の様々な素早い動きが特徴的な、ハーフ・ステップでの速いペースでの踊りである。踊り手は右手前で左右の踊り手と互いにベルトを持ってつながり、踊り手の列は半円の態勢から踊り始める。ゆっくりと歩く動きの踊りから始まり、速いステップに続く。踊りのリズムは2/4である。
元々の踊りの名前はシトナタ（マケドニア語: Ситната, ラテン文字転写: Sitnata）であったが、マケドニア共和国の国立民俗舞踊団のタネツによって再構成、紹介した際に名前を変更した。その構成では、歌Dimna Judaと共に、ゆっくりと歩く動きの踊り から始まり、続けて、速い歌曲Derviško Dušo (Viško)の速いステップに続く。
コパチカは2014年にユネスコの無形文化遺産の代表リストに登録されている。